# 福島県道232号南湖公園線
福島県道232号南湖公園線（ふくしまけんどう232ごう なんここうえんせん）は、福島県白河市にある一般県道である。

## 路線概要
- 起点：白河市字池下
- 終点：白河市旭町2丁目
- 総延長：1.794 km[1]
  - 実延長：総延長に同じ
- 路線認定年月日：1959年8月31日[2]

### 道路施設
池下橋
- 全長：11.3m
- 幅員：16.8m
- 竣工：1985年[3]

池下にて一級水系阿武隈川水系藤野川を渡る。
八竜神橋
- 全長：17.6m
- 幅員：16.8m
- 竣工：1994年[3]

八竜神、金鈴から結城、旭町2丁目に至り、一級水系阿武隈川水系谷津田川を渡る。南詰西方には福島交通八竜神橋バス停が設置されている。

## 通過する自治体
- 白河市

## 接続・交差する道路
- 国道289号（池下 起点）
- 福島県道11号白河石川線（旭町2丁目 終点）

## 沿線
- 白河フラワーワールド
- 南湖公園（日本で初めて作られた公園として有名）